# Nikola Tschongarow
Nikola Tschongarow (bulgarisch Никола Чонгаров; * 20. September 1989 in Warna) ist ein bulgarischer Skirennläufer. Er fährt in allen Disziplinen und startet seit 2009 im Weltcup und bei Weltmeisterschaften.

## Karriere
Tschongarow nahm im Januar 2005 erstmals an FIS-Rennen teil und kam zwei Jahre später erstmals im Europacup zum Einsatz. Während er bei FIS-Rennen ab Februar 2007 zahlreiche Siege und Podestplätze erreichte, konnte er im Europacup bisher nur einmal punkten, als er am 16. Januar 2011 den 24. Platz im Slalom von Kirchberg in Tirol belegte. Von 2006 bis 2009 nahm Tschongarow an drei Juniorenweltmeisterschaften teil, wobei sein bestes Ergebnis der achte Platz im Slalom der Junioren-WM 2009 war.
Seit 2009 ist Tschongarow auch bei den Weltmeisterschaften der allgemeinen Klasse am Start. Sein bislang bestes WM-Ergebnis erreichte er mit Platz 22 in der Super-Kombination in Garmisch-Partenkirchen 2011. An einem Weltcuprennen nahm Tschongarow erstmals im November 2009 teil. Er konnte sich in den technischen Disziplinen Slalom und Riesenslalom bisher nie für den zweiten Durchgang qualifizieren und erreichte in Abfahrten und (Super-)Kombinationen zunächst nur Platzierungen im Schlussfeld, gewann aber am 22. Januar 2012 mit dem 15. Platz in der klassischen Hahnenkamm-Kombination in Kitzbühel zum ersten Mal Weltcuppunkte. Ein weiterer Punktegewinn folgte am 12. Februar 2012 mit Platz 24 in der Super-Kombination von Sotschi (Krasnaja Poljana).

## Erfolge

### Olympische Spiele
- Sotschi 2014: 23. Super-Kombination, 38. Abfahrt, 39. Super-G

### Weltmeisterschaften
- Val-d’Isère 2009: 42. Riesenslalom
- Garmisch-Partenkirchen 2011: 22. Super-Kombination, 31. Slalom, 39. Abfahrt
- Schladming 2013: 17. Super-Kombination, 34. Riesenslalom

### Juniorenweltmeisterschaften
- Québec 2006: 50. Super-G, 63. Abfahrt
- Altenmarkt/Flachau 2007: 68. Riesenslalom
- Garmisch-Partenkirchen 2009: 8. Slalom, 11. Kombination, 33. Riesenslalom, 40. Super-G, 58. Abfahrt

### Weltcup
- 1 Platzierung unter den besten 20

### Weitere Erfolge
- 3-facher Bulgarischer Meister (Riesenslalom 2012, Super-G 2011 und 2012)
- 1 Top-30-Platzierung im Europacup
- 1 Top-15-Platzierung im Nor-Am Cup
- 10 Siege in FIS-Rennen